# Tendances actuelles du capitalisme
L'évolution actuelle du capitalisme est directement liée à l'évolution du capital, une notion qui a profondément changé et notamment s'est fortement diversifiée au cours des dernières décennies, comme le montre l'article correspondant.

## Évolution passée des deux grands modèles
Dans son ouvrage de 1991, Capitalisme contre capitalisme, Michel Albert a analysé les évolutions des deux grands modèles, le modèle « néo-américain » (ou anglo-saxon) et le modèle « rhénan » (Allemagne, mais aussi pays scandinaves, Autriche, Suisse, et partiellement le Japon).
Pour Michel Albert, les performances économiques américaines depuis l'arrivée au pouvoir de Ronald Reagan en 1981 sont à relativiser. La forte croissance du capitalisme néo-américain est selon lui le fait d'acquis des années antérieures à la libéralisation de l'économie opérée par ce président. Cette croissance a aussi été marquée par une accentuation du dualisme social et des inégalités, tandis l'économie connaît des déséquilibres dangereux (déficits budgétaires, extérieurs...) : « ils se jettent à corps perdu dans l'endettement pour la consommation, la jouissance immédiate ». Par ailleurs l'économie est menacée par la prépondérance des marchés financiers et de leurs exigences.
Au contraire le modèle rhénan accorde une part moins importante à l'économie de marché via l'intervention de divers organismes. Les salaires sont par exemple fixés par les conventions collectives, l'ancienneté... Les grandes entreprises ne sont pas considérées comme des biens marchands mais comme une communauté « industrialio-financière » où les banques prennent une responsabilité de long terme. L'économie sociale de marché allemande incarne par ailleurs une synthèse entre le capitalisme et le socialisme. Moins générateur d'inégalités sociales, fondé sur des équilibres économiques solides (on pense à la rigueur monétaire allemande), le capitalisme rhénan semble donc supérieur.
Pourtant le capitalisme rhénan connaît de nombreuses difficultés. La cohésion sociale serait menacée par la montée de l'individualisme tandis que la globalisation financière détourne les banques de leur rôle traditionnel. La confrontation des deux capitalismes tourne donc en faveur du moins performant (c'est l'opinion de Michel Albert), c’est-à-dire du modèle néo-américain. Finalement, cette évolution a tendance à orienter le capitalisme français vers le modèle anglo-saxon.
Quoi qu'on pense des opinions de Michel Albert sur la qualité de tel ou tel modèle, on remarque que l'effondrement des sociétés socialistes n'a pas signifié la disparition des alternatives entre systèmes économiques différents.